# Никодим (Кулигін)
Никодим (світське ім'я — Кулигін Віктор Вікторович; нар. 10 грудня 1968, м. Цюрупинськ, Херсонська область, Українська РСР, СРСР) — архієрей Православної церкви України, єпископ Херсонський і Таврійський.
Перший священник УПЦ (МП) на Херсонщині, що перейшов до ПЦУ; перший клірик РПЦ, висвячений у єпископа в Православній церкві України; а також перший єпархіальний єпископ, висвячений після Об'єднавчого собору.

## Життєпис
Народився в сім'ї військовослужбовця. Служба батька проходила на Західній Україні, в Івано-Франківській області, де і пройшли шкільні роки з 1976 по 1986. Закінчив школу із золотою медаллю, брав участь в республіканських олімпіадах з математики.
У 1986 році вступив до Московського фізико-технічного інституту, який у 1992 році закінчив з червоним дипломом і рекомендацією продовжити навчання в аспірантурі. З 1988 року, по завершенні військової служби батька, сім'я повернулася на Херсонщину. По закінченні МФТІ у 1992 році, повернувся до Херсона та ніс послух іподиякона у тоді ще єпископа Херсонського і Таврійського Іларіона (Шукала).
15 серпня 1993 року, єпископом Іларіоном, був висвячений у диякона, а 27 лютого 1994 року — ним же в сан священника. Для отримання духовної освіти навчався у Київській духовної семінарії, диплом якої отримав в 1997 році. В Херсонській єпархії вів канцелярію та був секретарем єпархії. З 1997 по 2003 рік перебував у клірі Донецької єпархії УПЦ (МП), де служив у кафедральному соборі, був завідувачем канцелярії і особистим секретарем митрополита Іларіона (Шукала). В 2005 році повернувся в Херсонську єпархію, де з 2007 року до початку 2019 року служив в Свято-Духівському кафедральному соборі УПЦ (МП). Певний час був речником митрополита Херсонського і Таврійського Іоана (Сіопка).
24 січня 2019 року звернувся до Управління Херсонської єпархії з проханням про приєднання до Православної церкви України. З того часу служив у Стрітенському соборі біля архієпископа Даміана і обіймав посаду прес-секретаря єпархії.
Із жовтня 2019 року став насельником Свято-Михайлівського Київського Золотоверхого монастиря, 15 листопада прийняв чернечий постриг з ім'ям Никодим (на честь преподобного Никодима, просвірника Печерського).

## Єпископське служіння
19 листопада, у зв'язку з необхідністю та враховуючи побажання тимчасово керуючого Херсонською єпархією архієпископа Климента (Куща), архієпископа на спокої Даміана (Замараєва), колишнього Херсонського і Таврійського, а також звернення духовенства Херсонської єпархії, Священний Синод ухвалив рішення про обрання вікарного архієрея Херсонської єпархії з титулом «Генічеський». Таємним голосуванням було обрано ігумена Никодима.
4 грудня 2019 року собором ієрархів на чолі з митрополитом Київським і всієї України Епіфанієм за Божественною літургією у Свято-Михайлівському Золотоверхому соборі був висвячений у єпископа.
21 серпня 2020 рішенням Священного Синоду владику Никодима було обрано єпископом Херсонським і Таврійським, керуючим Херсонською єпархією Православної Церкви України.
На початку повномасштабного вторгнення перебував у Олешках біля літньої матері. Декілька разів намагався виїхати на вільну Україну, але москалі розвертали його назад без пояснень. 7 червня 2023 будинок владики затопило внаслідок підриву Каховської ГЕС. 14 липня 2023 року зміг виїхати з окупованих Олешок через Маріуполь, Росію, Естонію та Польщу. 20 липня 2023 прибув з мамою до Києва.